# جامعة كلود برنار ليون الأولى
جامعة كلود برنار ليون الأولى (بالفرنسية: Université Claude-Bernard Lyon 1)‏ هي واحدة من الجامعات الحكومية الثلاث في ليون، فرنسا. سُميت على اسم عالم وظائف الأعضاء الفرنسي كلود برنارد، وهي متخصصة في العلوم والتكنولوجيا والطب وعلوم الرياضة. تأسست في عام 1971 من خلال دمج «كلية العلوم في ليون» مع «كلية الطب».

## وصلات خارجية
- الموقع الرسمي
 (بالفرنسية)